# Semplicemente irresistibile
Semplicemente irresistibile (Simply Irresistible) è un film del 1999 diretto da Mark Tarlov. Il film ha come colonna sonora Little King, singolo di debutto della Band The Hollowbodies.
Il film è uscito negli USA il 5 febbraio 1999, mentre in Italia il 7 luglio 2000.

## Trama
Amanda Shelton è proprietaria di un piccolo ristorante che ha ereditato dalla madre e gestisce insieme a sua zia Stella e il suo amico Nolan, ma che rischia di chiudere a causa delle sue scarse abilità culinarie. Tom Bartlett è il manager di un grande magazzino: le sue maniere molto decise lo hanno subito portato al successo. Per quanto i due non sembrino avere nulla in comune, grazie a un pizzico di magia le loro vite stanno per cambiare avvicinandoli irresistibilmente. Quando Tom si reca al ristorante, Amanda è subito attratta da lui e l'attrazione verrà "mescolata" nei suoi piatti, e Tom proverà le emozioni di lei ad ogni boccone rimanendone attratto. Quando la loro relazione si scalda, Tom comincia ad avere dei dubbi su Amanda e sul fatto che possa essere una strega; ma per quanto non manchino le complicazioni sentimentali, l'attrazione li porterà a vivere un rapporto "magico".

## Produzione
Le riprese del film avvennero principalmente a New York nel maggio 1998.
Diverse scene del film sono state girate all'interno del grande magazzino Henri Bendel, al 712 di Fifth Avenue, a Manhattan, New York. Per non interrompere i normali affari, l'attrezzatura cinematografica veniva introdotta all'ora di chiusura, realizzando le riprese di notte; quando i clienti arrivavano al negozio ogni mattina, tutte le tracce della produzione erano svanite.
Il titolo originale era "Vanilla Fog" (nebbia di vaniglia).
Il registra Mark Tarlov avrebbe voluto Sarah Jessica Parker nel ruolo della protagonista, ma la produzione scelse Sarah Michelle Gellar per sfruttare la sua popolarità ottenuta per la serie Tv Buffy l'ammazzavampiri (1997-2003); quindi la sceneggiatura (scritta da Judith Roberts, moglie di Tarlov) venne riscritta per modificare le caratteristiche della protagonista (da donna di mezza età a ventenne). La Gellar dichiarò che questo era uno dei film meno preferiti tra quelli da lei interpretati.
Fu l'ultimo film recensito (negativamente) da Gene Siskel, prima della sua morte, avvenuta 15 giorni dopo l'uscita nelle sale americane.

## Colonna sonora
1. Little King (Phillip Roebuck) - The Hollowbodies
2. Busted (Andy Goldmark, Mark Mueller) - Jennifer Paige
3. Once In A Blue Moon (Donald J. Markowitz, Sydney Forest, Russell Kunkel) - Sydney Forest
4. Bewitched, Bothered And Bewildered (Richard Rodgers, Lorenz Hart) - Katalina
5. Secret Smile (Dan Wilson) - Semisonic
6. Falling (Donna Lewis) - Donna Lewis
7. Angel of the Forever Sleep (John Wozniak) - Marcy Playground
8. Beautiful Girls (Chris Lloyd) - Chris Lloyd
9. That Old Black Magic (Harold Arlen, Johnny Mercer) - (artista non accreditato)
10. Got the Girl (Boy from Panema) (Michael Reiss, Craig Kafton, Steve Greenberg) - Michael Reiss
11. Take Your Time (Lori Carson) - Lori Carson
12. Every Little Thing (He) Does Is Magic (Sting) - Shawn Colvin